# Bra (Italië)
Bra is een stad en gemeente in het zuiden van de Italiaanse regio Piëmont, in de provincie Cuneo. De stad ligt op een heuvel hoog boven de rivier Tanaro. Het gebied werd al lang voor de jaartelling bevolkt. In de tweede eeuw voor Christus werd door de Romeinen op enkele kilometers van Bra de stad  Pollentia gesticht (het huidige Pollenzo). Deze plaats lag op het punt waar de belangrijke wegen Emilia Scauri en Via Fulvia bijeen kwamen. Uit deze periode resteren alleen nog de ruïnes van een amfitheater bij Pollenzo. Pas in de twaalfde eeuw werd Bra een zelfstandige gemeente.
Tegenwoordig is Bra een belangrijk industrieel en agrarisch centrum in de streek Roero. In het monumentale centrum voert de Barokstijl de boventoon zoals bij het Palazzo Comunale en de kerk Sant'Andrea. Een ander belangrijk gebouw is het laatgotische Palazzo Traversa. In Pollenzo, dat ook deel uitmaakt van de gemeente Bra, staat de kerk San Vittore uit de 19de eeuw. Deze is 's avonds op een bijzonder fraaie manier verlicht.
Op culinair gebied speelt de stad een belangrijke rol. In Bra wordt onder andere de worst Salsiccia di Bra gemaakt en een kaassoort die de naam van de stad draagt. Iedere twee jaar wordt in de stad de kaasmanifestatie Cheese gehouden. Deze wordt georganiseerd door de internationale beweging Slow Food die haar hoofdvestiging in Bra heeft.

## Externe link

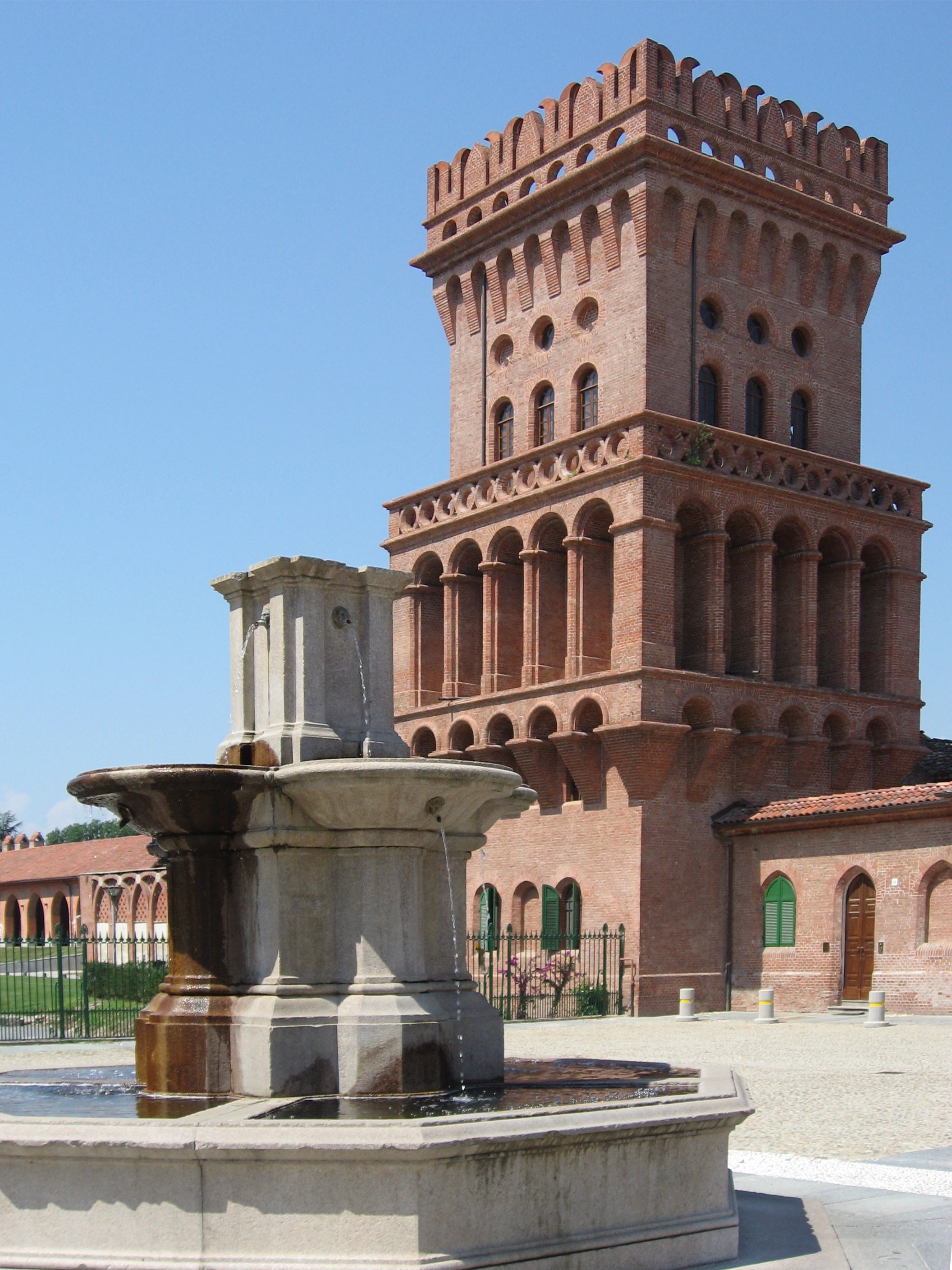
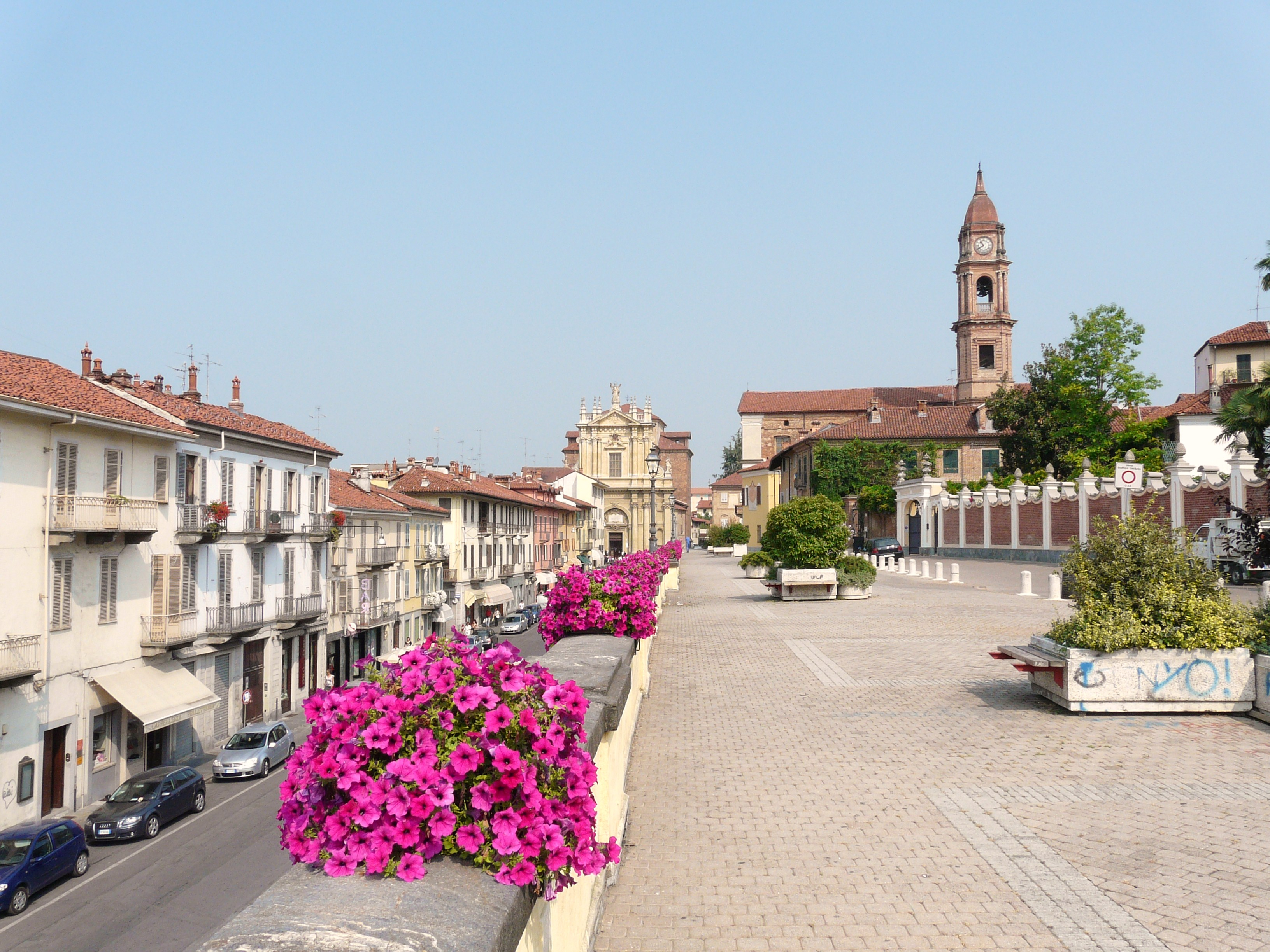
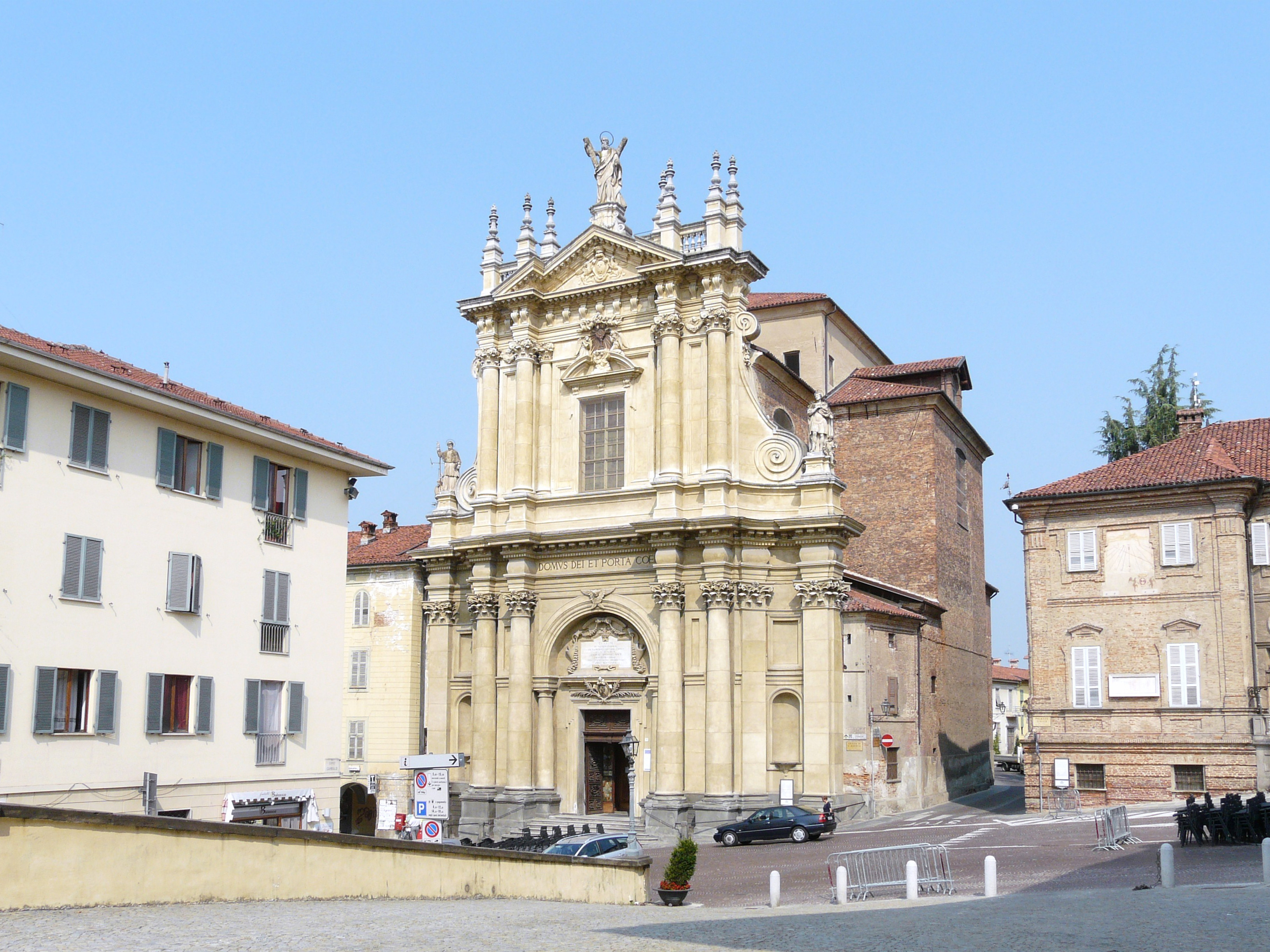
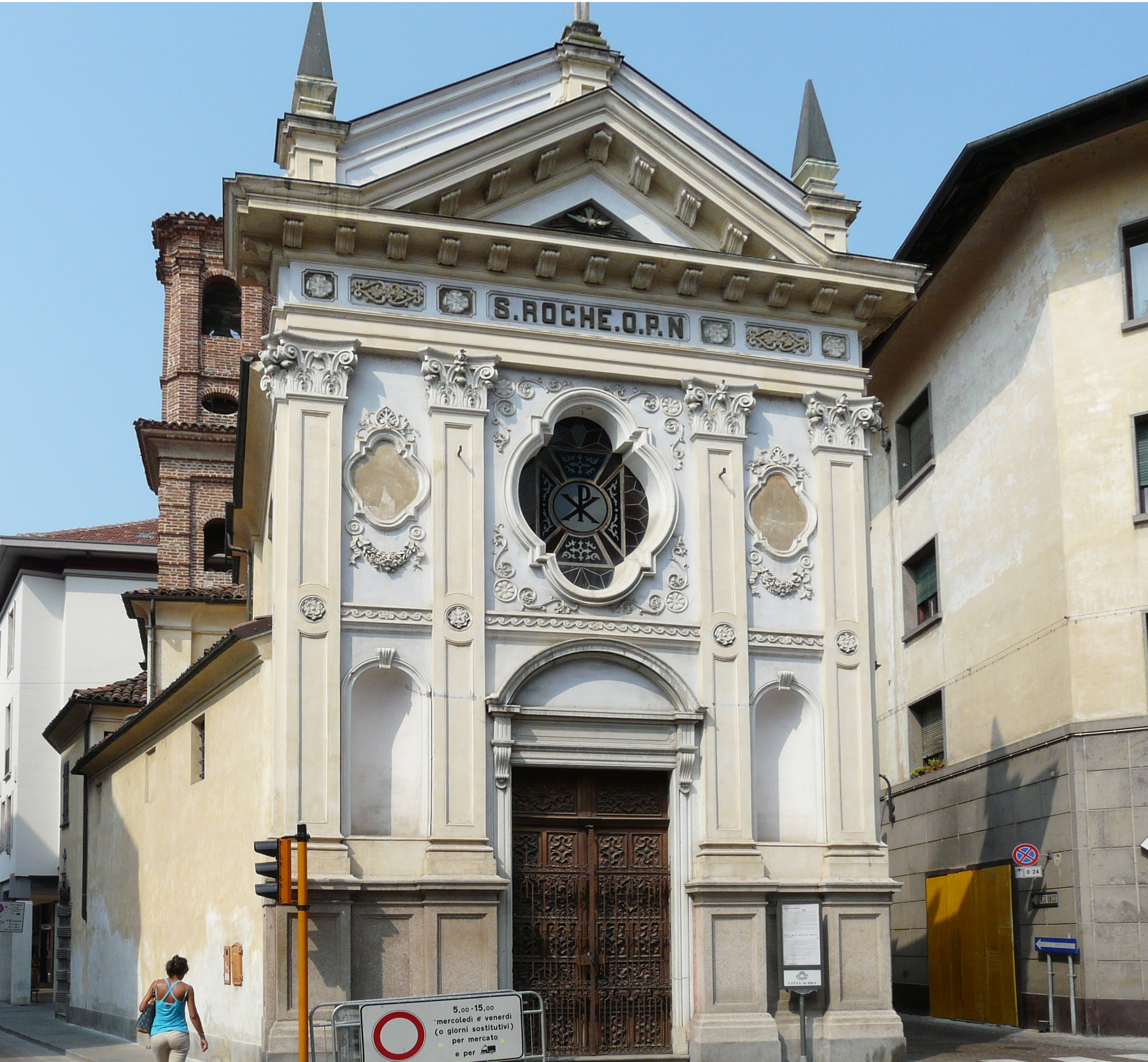
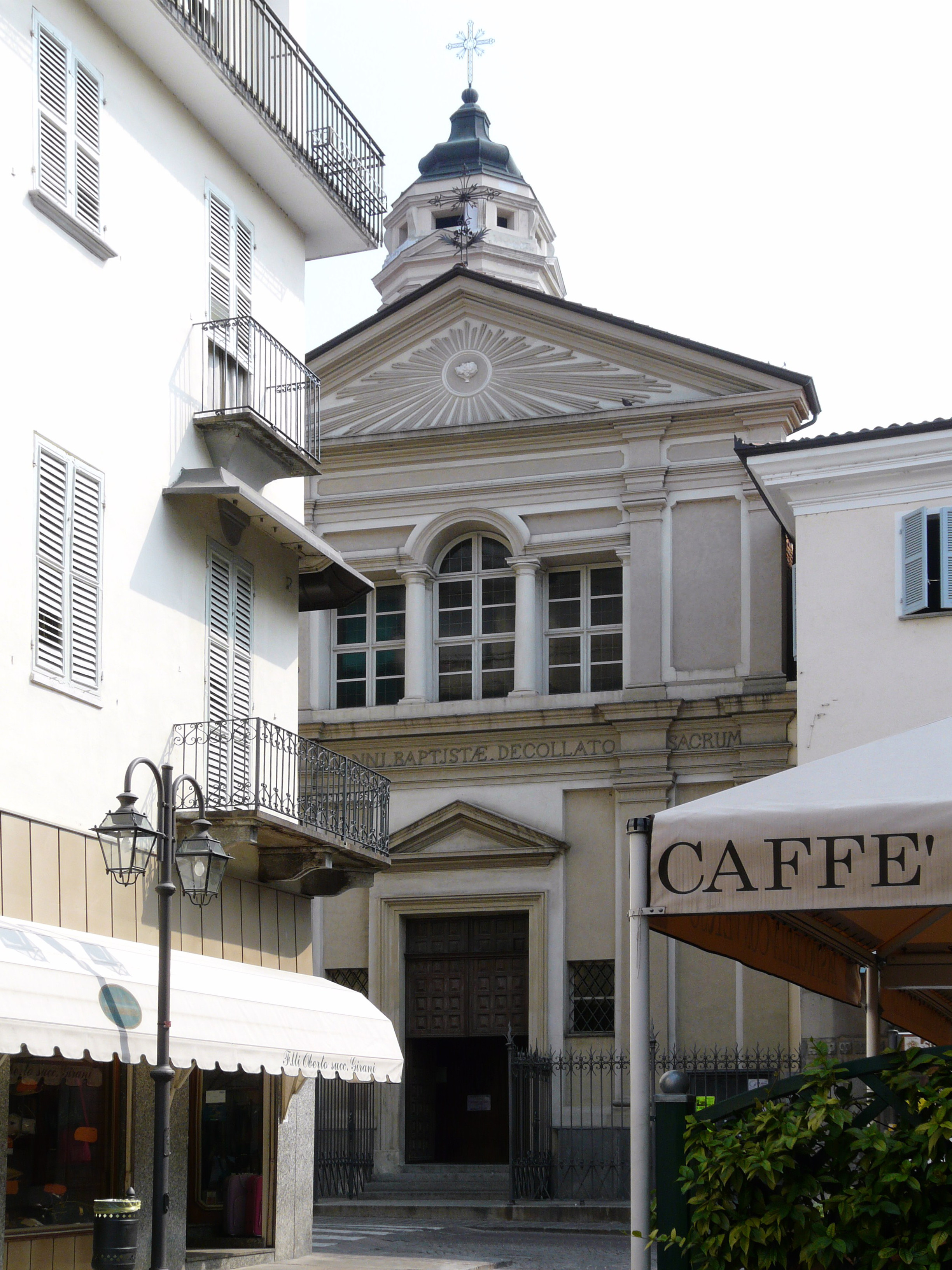
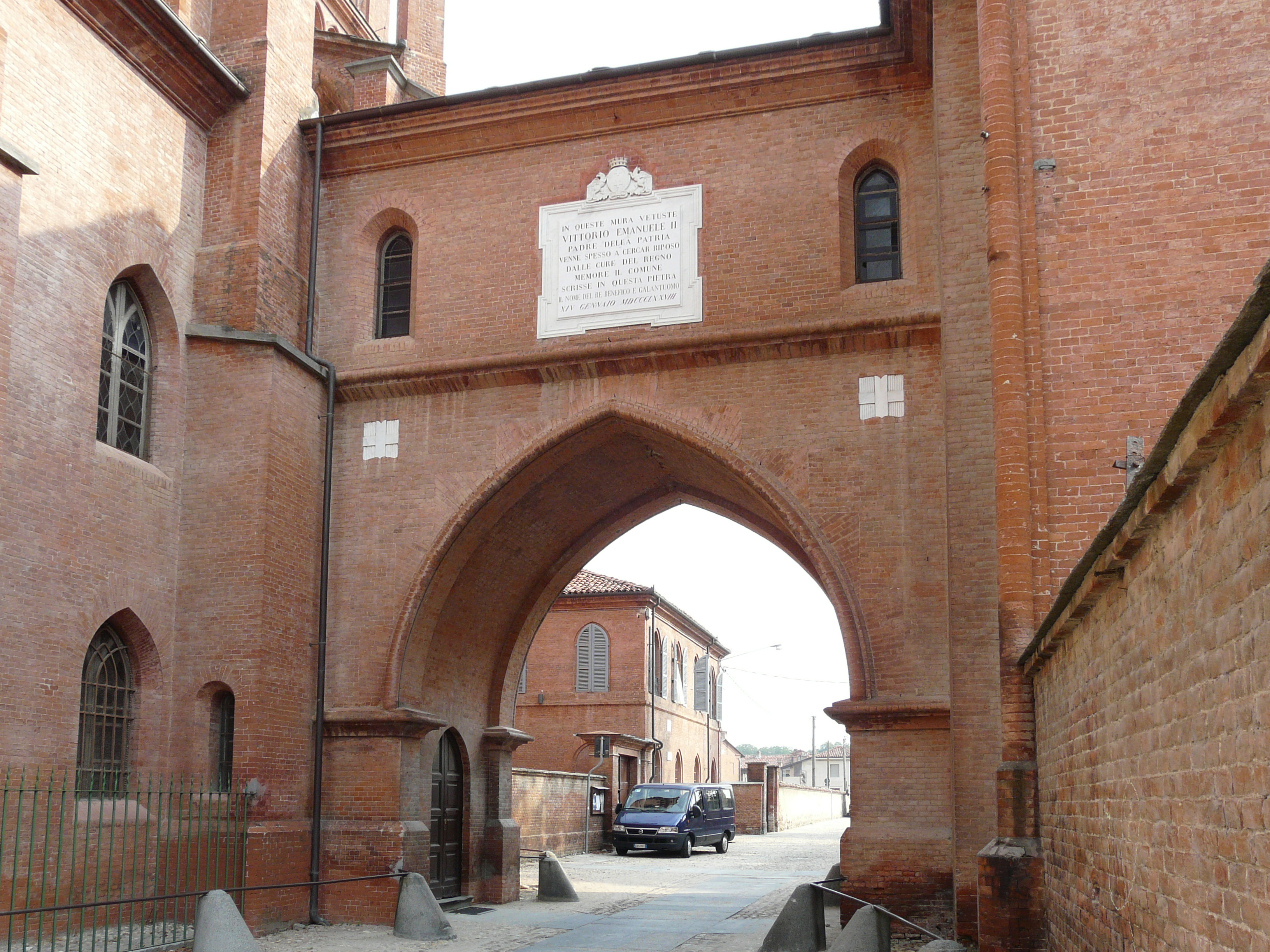
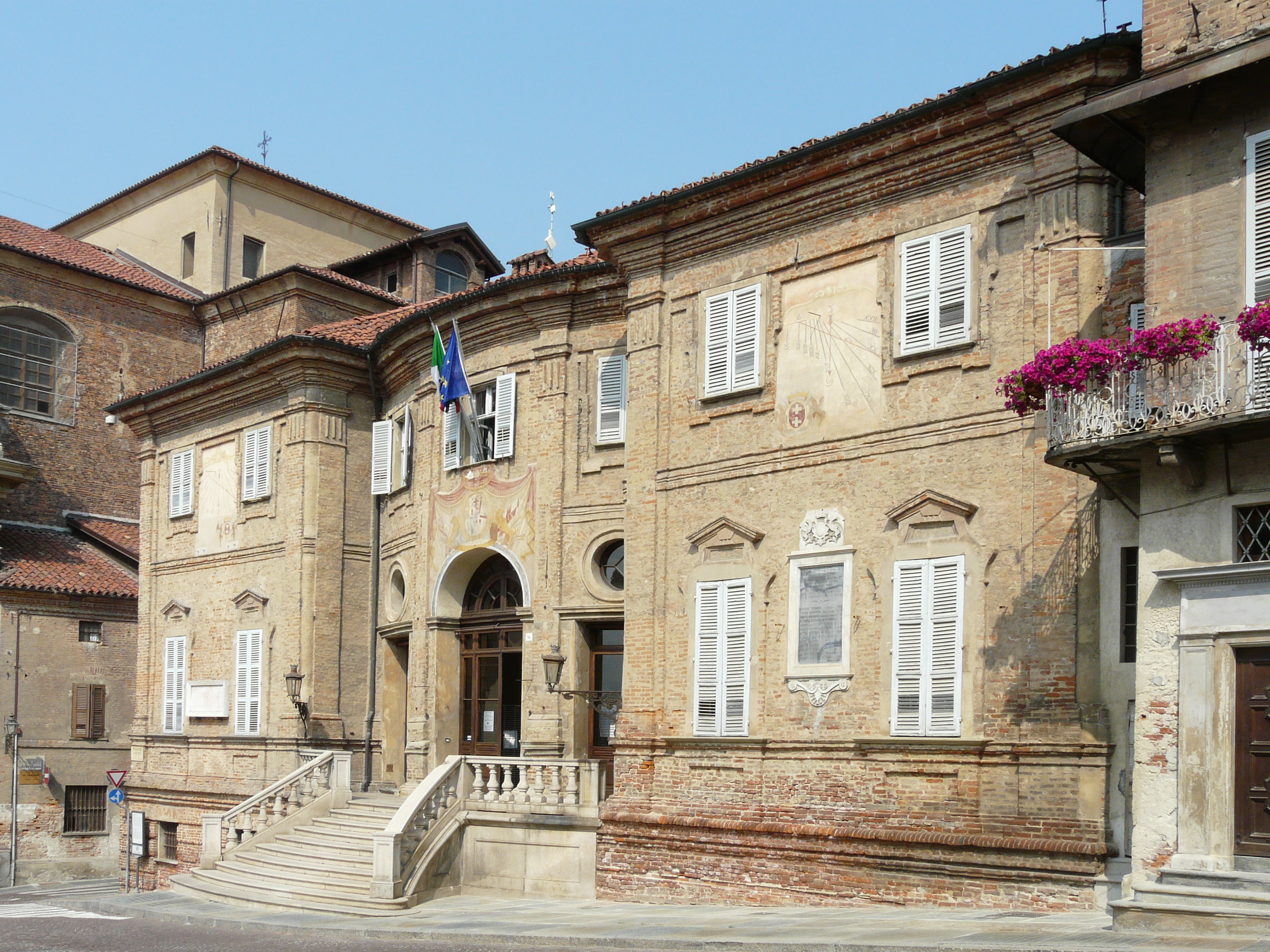

## Zustersteden
- Spreitenbach (Zwitserland)
- Weil der Stadt (Duitsland)
- San Sosti (Italië)
- Corral de Bustos (Argentinië)

## Geboren in Bra
- Emma Bonino (1948), politica